# Альфьяно-Натта
Альфьяно-Натта (итал. Alfiano Natta) — коммуна в Италии, располагается в регионе Пьемонт, в провинции Алессандрия.
Население составляет 785 человек (2008 г.), плотность населения составляет 60 чел./км². Занимает площадь 13 км². Почтовый индекс — 15021. Телефонный код — 0141.
Покровителем коммуны почитается святой Маркиан из Тортоны, празднование 3 июня.

## Демография
Динамика населения:

## Администрация коммуны
- Официальный сайт: http://www.comune.alfianonatta.al.it/